# Kristof Hoho
Kristof Hoho (Maaseik, 7 augustus 1980) is een Belgisch voormalig volleyballer. 

## Levensloop
Op 21 augustus 2009 kreeg Kristof op training een hartstilstand. Hij verbleef wekenlang in het ziekenhuis van Padua en kreeg er een defibrillator ingeplant. Hij kon niet meer in Italië blijven. Eind oktober onderging hij enkele onderzoeken in de ziekenhuizen van Leuven en Jette. In die laatste besloten ze de defibrillator te verplaatsen achter zijn ribben, dat zou beter zijn om te volleyballen. Op 28 december van dat jaar tekende Kristof Hoho een contract bij Knack Randstad Roeselare waar hij al eerder speelde. Vervolgens ging hij aan de slag bij Prefaxis Menen.
Op 13 augustus 2013 keerde hij terug naar zijn jeugdploeg Noliko Maaseik. In december van dat jaar zakte hij tijdens de tweede set van de volleytopper tegen Roeselare opnieuw in elkaar. Zijn defibrillator maakte evenwel dat hij snel weer bij kwam. Eind mei 2014 maakte hij de overstap naar KVCR WARA Genk. Genk promoveerde in 2013-2014 naar Liga B. In 2015 speelde hij bij KVCR WARA Genk en sinds 2017 bij Stalvoc Beverlo. Zijn spelerscarrière sloot hij af bij Sparvoc Lanaken. Bij deze club ging hij vervolgens aan de slag als teammanager en jeugdtrainer.
Daarnaast is hij actief in het beachvolleybal. In 2006 werd hij samen met Ward Coucke Belgisch kampioen en in 2008 met Steve Roelandt. Daarnaast behaalde hij er in 2002 met Christophe Achten brons.
Zijn schoonbroer Bart Van Hoyweghen was eveneens actief in het volleybal, evenals diens zoon Seppe.

## Palmares
- Landstitel van België (7)
  - 2001, 2002, 2003, 2004, 2005, 2006, 2010
- Beker van België (6)
  - 2001, 2002, 2003, 2004, 2005, 2006, 2011
- Beker van Limburg (1)
  - 2015
- Belgische supercup (7)
  - 2001, 2002, 2003, 2004, 2005, 2006, 2010

- Rookie of the year (1)
  - 2001

- Landstitel van Verenigde Arabische Emiraten (1)
  - 2008

- Landstitel van Montenegro (1)
  - 2009

- Belgisch Beachvolleybalkampioen (2)
  - samen met Ward Coucke 2006
  - samen met Steve Roelandt 2008

- King of the Beach (1)
  - 2006